# Пересопницкий детинец
Пересопницкий детинец — дерево-земляная крепость древнерусского города Пересопница, ныне села в Ровненской области. Пересопница была впервые упомянута в летописи в 1149 году.
Городище Пересопницы находится на правом берегу реки Стубла. Оно имеет трапециевидную форму (130—220 на 220 м) и окружено валом высотой до 3 м, возвышаясь над болотистой речной долиной. С напольной стороны сохранился широкий ров, здесь же был расположен древний въезд. К городищу, состоящему из детинца и окольного города и имеющему общую площадь свыше 4 га, примыкало открытое селище-посад площадью 6 га. Памятник археологии был исследован В. С. Шеломенцевым-Терским и С. В. Терским. Культурный слой содержит отложения древнерусской эпохи (XI—XIII веков) и более позднего времени. Обнаружены остатки углублённых в землю жилищ, хозяйственных построек, косторезной мастерской. Найдены наконечники стрел, удила, замки, ключи, шиферные пряслица, перстни, писала, вислая свинцовая печать и другие артефакты.

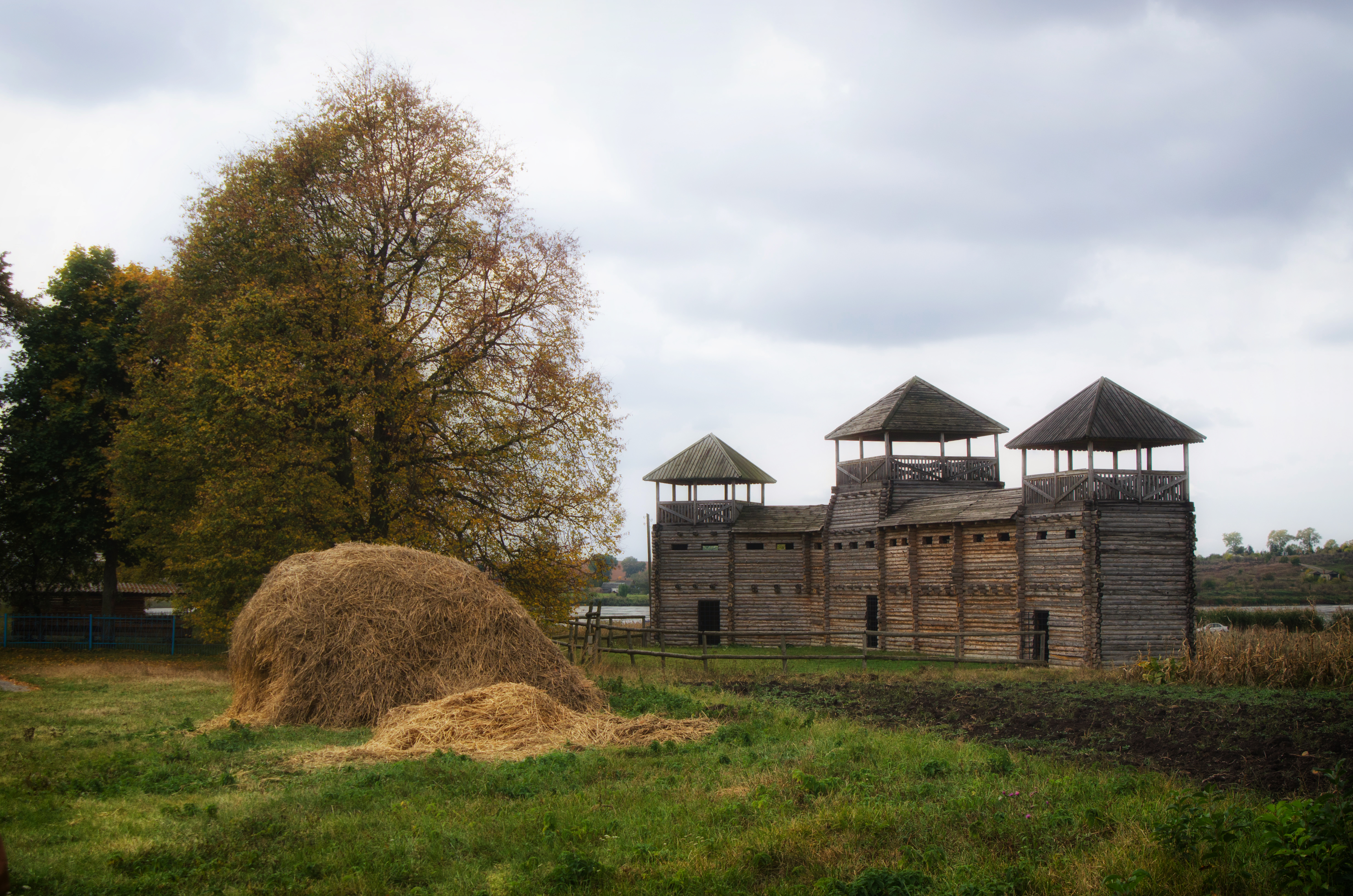
Стилизованная крепостная стена на городище Пересопницы

Судя по археологическим данным, укрепления Пересопницы были возведены в конце XI века. С подъёмом Пересопинцы связан упадок нескольких поселений по соседству, в частности Белевского городища. После образования удельного Пересопницкого княжества в детинце располагался княжеский терем. В середине XII века в Пересопнице в роли киевских удельных князей сидели сыновья Юрия Долгорукого. Город вместе с Дорогобужем был центром погорынских волостей Киевского княжества. С конца XII века Пересопинцу прочно удерживали волынские князья.